# Мостє (Юршинці)
Мостє (словен. Mostje) — поселення в общині Юршинці, Подравський регіон‎, Словенія.